# Sigmund Ahnfelt
Sigmund Ahnfelt, född 28 november 1915 i Sollentuna församling i Stockholms län, död 14 november 1993 i Engelbrekts församling i Stockholm, var en svensk militär.
Ahnfelt avlade studentexamen i Stockholm 1933. Han avlade officersexamen vid Krigsskolan 1938 och utnämndes samma år till fänrik vid Jämtlands fältjägarregemente samt befordrades till löjtnant 1940. Han tjänstgjorde som kapten och kompanichef i Finlands armé 1942 under fortsättningskriget. År 1946 befordrades han till kapten, 1949–1950 utbildade han sig i USA och 1950 överfördes han till Generalstabskåren. Han tjänstgjorde 1951 i FN-insatsen i Korea. Han var lärare vid Krigshögskolan 1952–1957, befordrades till major 1955 och studerade vid Försvarshögskolan 1956. Han var chef för Arméavdelningen i Försvarsstaben 1957–1960, befordrades till överstelöjtnant 1959, var expert i 1960 års försvarskommitté och var chef för sektion I i Försvarsstaben 1960–1961. Han tjänstgjorde vid Älvsborgs regemente från 1961, befordrades 1962 till överste och var 1962–1963 tillförordnad regementschef samt 1963–1966 ordinarie regementschef. År 1966 befordrades han till generalmajor, varefter han var ställföreträdande befälhavare tillika stabschef i Södra militärområdet 1966–1973 och befälhavare för Bergslagens militärområde 1973–1979. Han inträdde i reserven 1979.
Sigmund Ahnfelt invaldes 1953 som ledamot av Kungliga Krigsvetenskapsakademien.
Ahnfelt var verksam som militär skribent i Dagens Nyheter 1952–1954, Borås Tidning 1962–1966 och Sydsvenska Dagbladet Snällposten från 1968. Han skrev också i militära tidskrifter, bland annat Ny militär tidskrift och Kungl. Krigsvetenskapsakademiens handlingar och tidskrift. Han var en av medförfattarna till Både och. Det alliansfria Sveriges försvarsproblem. En militärpolitisk studie (Hörsta, Stockholm 1957).
Sigmund Ahnfelt var sonson till Arvid Ahnfelt och brorson till Astrid Ahnfelt. Han är begravd på Solna kyrkogård.

## Utmärkelser
- Kommendör med stora korset av Svärdsorden, 6 juni 1973.[3]